# Live at Wembley
Live at Wembley — музичний альбом американського співака Міта Лоуфа. Виданий 26 жовтня 1987 року лейблом Arista Records. Загальна тривалість композицій становить 68:46. Альбом відносять до напрямку рок.

## Список пісень
| 1. «Blind Before I Stop» — 3:54 2. «Rock 'n' Roll Mercenaries» — 5:33 3. «You Took the Words Right out of My Mouth (Hot Summer Night)» — 7:49 1. «Midnight at the Lost and Found» — 3:43 2. «Modern Girl» — 5:44 3. «Paradise by the Dashboard Light» — 10:04 | 1. «Two out of Three Ain't Bad» — 8:06 2. «Bat out of Hell» — 10:29 1. «Masculine» — 6:50 2. «Rock 'n' Roll Medley» — 8:34 - «Johnny B. Goode» - «Jailhouse Rock» - «Slow Down» - «Blue Suede Shoes» - «Johnny B. Goode» (Reprise) |